# Лернер, Александр Яковлевич
Александр Яковлевич Лернер (1913—2004) — советский и израильский кибернетик, специалист в области автоматики и проблем управления, доктор технических наук, профессор. Один из самых известных «отказников»-учёных, узник Сиона.

## Биография
Родился в Виннице. Отец был фармацевтом и до революции владел аптекой, при советской власти он работал в государственной аптеке. Мать, урождённая Гринберг, была домашней хозяйкой. Окончил школу-семилетку в 12 лет, дважды перескочив через класс, через год поступил в Винницкий индустриальный техникум. Окончив техникум, получил специальность электромеханика. В 1931 году переехал в Москву, где поступил на работу в «Стандартгорпроект» и одновременно поступил во ВТУЗ при Энергопроме. Через год ВТУЗ был расформирован, но Лернеру удалось, сдав экзамены перевестись на третий курс Московского Энергетического института (МЭИ). В 1935 году защитил диплом и был оставлен в аспирантуре. В 1940 году защитил в МЭИ кандидатскую диссертацию, посвящённую управлению с помощью электроприводов. Был принят на работу в МЭИ доцентом-почасовиком.
Во время Великой Отечественной войны Лернер работал по наладке американской аппаратуры на строящемся заводе в Сибири по производству биметалла для патронов. В 1943 после окончания строительства завода руководил научно-исследовательской лабораторией по автоматизации металлургической промышленности Министерства чёрной металлургии в Москве.
Приглашён для подготовки докторской диссертации в Институт автоматики и телемеханики АН СССР.
Один из основоположников теории и практики оптимального управления. В 1952 году опубликовал статью «Улучшение динамических свойств автоматических компенсаторов при помощи нелинейных связей» («Автоматика и телемеханика» № 2 и № 4). Выводы работы использованы в повышении быстродействия автоматических электронных потенциометров.
В 1954 году Лернер опубликовал новую работу «Метод изохрон для оптимального управления» («Автоматика и телемеханика», № 6), продолжавшую развитие теории оптимального управления. В этой публикации он впервые ввёл понятие областей изохрон в фазовом пространстве управляемой динамической системы. Использование этого подхода позднее оказало влияние на развитие метода динамического программирования Ричарда Беллмана, так как области изохрон можно рассматривать как сечение функции Беллмана применительно к решению задач быстродействия динамических систем.
Вскоре после смерти Сталина Лернер защитил докторскую диссертацию.
Занимаясь актуальной темой, теорией оптимального управления, Лернер стал одним из ведущих советских кибернетиков, ему разрешали выезды за рубеж, он посещал во время научных командировок Францию, Италию, Соединённые Штаты, Японию.
В 1960 году вместе с А. Г. Бутковским опубликовал работы, в которых развивались принципы управления системами с распределёнными параметрами, то есть было заложено новое направление теории управления (Доклады АН СССР «Автоматика и телемеханика»).
В середине 60-х годов создал в Институте автоматики и телемеханики отдел больших систем и стал его руководителем. Вместе с В. Н. Вапником и А. Я. Червоненкисом им был предложен новый метод распознавания образов, названный методом «обобщённого портрета». Михаил Агурский характеризовал в своих воспоминаниях Лернера "одним из столпов ИАТа и правой рукой Трапезникова".
С 1967 году стал инициатором исследования проблем управления большими автоматизированными системами. В конце 70-х годов начал изучать роль человека в системе управления, сформулировал вместе с В. Н. Бурковым принцип открытого управления в теории активных систем.

### Жизнь в «отказе»
В октябре 1971 года А. Я. Лернер и его семья подали заявление об отъезде в Израиль.
23 декабря 1971 семья Лернеров получила отказ на выезд из СССР. При этом Лернер был уволен из Института проблем управления АН СССР, где он проработал более 20 лет, и из Моcковского физико-технического института, где он преподавал более 10 лет. В это же время Лернер был лишён и его выборных должностей: председателя Комитета по применению автоматики национального комитета СССР по автоматическому управлению, члена Совета по кибернетике при Президиуме АН СССР, члена Ученого Совета Института проблем управления, члена редакционных коллегий Большой Советской Энциклопедии, журнала «Автоматика и телемеханика», журнала «Приборы и системы управления» и ещё 48 других должностей. Пытались снять Лернера и с поста заместителя Председателя Комитета по применению автоматики Международной федерации по автоматическому управлению, но эту попытку отвергла сама Федерация. Издательство «Наука» и издательство «Металлургия» изъяли из своих планов намеченные к изданию книги А. Лернера. Из всех публикуемых книг и статей по теории управления изымались любые ссылки на работы Лернера. С 1 декабря 1971 года Лернер и его жена лишены медицинской помощи в системе АН СССР. Разрешение на выезд из СССР семья Лернеров получила только через 16 с половиной лет, в 1988 году.
Лернер организовал в своей квартире научный семинар «отказников», то есть семинар для учёных, которые, не получая разрешения на выезд из СССР, при этом были изгнаны из научной среды. Семинар действовал с лета 1972 и до 1981 года. В мае 1981 года в квартиру Лернера, в день и час когда должен был начаться семинар, пришли три сотрудника КГБ и заявили: «Всё, ваш семинар закрыт!». Один из них встал у дверей квартиры, двое — у подъезда, и никого не пускали, объявляя всем, что семинар закрыт.
4 марта 1977 года в газете «Известия» опубликовано «Открытое письмо» Александра Липавского (секретного сотрудника КГБ, внедрённого в среду отказников), в котором желающие эмигрировать евреи обвинялись в шпионаже, а Лернер был назван «лидером шайки шпионов». В тот же день в квартире Лернеров проведён обыск. Однако Лернера не арестовали, а были арестованы его друзья, отказники Анатолий Щаранский, Владимир Слепак и Ида Нудель.
10 сентября 1978 года на квартире Лернеров состоялась встреча диссидентов, в том числе А. Д. Сахарова, с сенатором Эдвардом Кеннеди. Встреча проходила глубокой ночью из-за плотной программы визита Кеннеди в Москву.

### В Израиле
В январе 1988 года Лернеру разрешили выехать в Израиль. Сразу после приезда туда Лернер получил место профессора в Институте Вейцмана. Ещё в СССР Лернер много работал над вопросом создания искусственного сердца и разработал так называемый «насос Лернера». Однако оказалось, что до сих пор не изобретены материалы, которые бы позволили воплотить эти идеи.
Позднее Лернер работал над поиском способов перемещения предметов «почти без трения». Совместно с Б. Левиным он разрабатывал теорию и конструировал новый тип механического движителя, который с крайне низкими потерями на трение способен передвигаться по узким криволинейным каналам (подобным кровеносным сосудам или кишечнику).
Незадолго до смерти Лернер начал писать книгу о научных принципах устройства современного государства. Книга осталась не завершенной.

## Семья
- Жена — Юдифь Абрамовна Лернер (? — 13 июля 1981), скончалась в Москве за 6 с половиной лет до получения разрешения на выезд[5][8]
  - Сын — Владимир Лернер[5]
  - Дочь — Софья Лернер (Sonya Lerner) в замужестве Левин[5]

## Публикации
- Лернер А. Я. Автоматическое управление промышленными электроприводами. М.—Л.: Госэнергоиздат, 1947. — 156 с.
- Лернер А. Я., Розенман Е. А. Наладка промышленных автоматизированных электроприводов. М.—Л.: Госэнергоиздат, 1950. — 200 с.
- Лернер А. Я. Автоматическое управление электроприводами. М.—Л.: Госэнергоиздат, 1951. — 124 с.
- Лернер А. Я. Введение в теорию автоматического регулирования. М.: Машгиз, 1958. — 352 с.
- Лернер А. Я. Принципы построения быстродействующих следящих систем и регуляторов. М.—Л.: Госэнергоиздат, 1961. — 151 с.
- A. Ja. Lerner. Commandes optimales par commutation / Par A. Ja. Lerner; Trad. par J. Hayes; Pref. de P. Naslin. Paris: Dunod, 1965. — 100 с.
- Лернер А. Я. Начала кибернетики. М.: Наука, 1967. — 400 с.
- Лернер А. Я., Розенман Е. А. Оптимальное управление. — М.: Энергия, 1970. — 360 с.